# Breza (Zenica-Doboj)
Breza es una municipalidad y localidad de Bosnia y Herzegovina. Se encuentra en el cantón de Zenica-Doboj, dentro del territorio de la Federación de Bosnia y Herzegovina. La capital de la municipalidad de Breza es la localidad homónima.

## Localidades
La municipalidad de Breza se encuentra subdividida en las siguientes localidades:
- Banjevac
- Breza
- Bukovik
- Bulbušići
- Gornja Breza
- Izbod
- Kamenice
- Koritnik
- Mahala
- Mahmutovića Rijeka
- Nasići
- Očevlje
- Orahovo
- Podgora
- Potkraj
- Prhinje
- Seoce
- Slivno
- Smailbegovići
- Smrekovica
- Sutješćica
- Trtorići
- Vardište
- Vijesolići
- Vlahinje
- Vrbovik
- Založje
- Župča

## Demografía
En el año 2009 la población de la municipalidad de Breza era de 14 594 habitantes. La superficie del municipio es de 72,9 kilómetros cuadrados, con lo que la densidad de población era de 200 habitantes por kilómetro cuadrado.